# 郑坚江
郑坚江（1961年—），浙江宁波人，汉族，中华人民共和国企业家、政治人物，奥克斯集团董事长、总裁，第十二届全国人民代表大会浙江地区代表。

## 生平
加入中国共产党。2013年，被选为全国人大代表。2018年2月24日，当选为第十三届全国人大代表。